# Claniades
Claniades é um gênero de mariposa pertencente à família Acrolophidae.